# 大場伸之
大場 伸之（おおば のぶゆき、1959年 - ）は、日本の画家、旅行作家。父は漫画家のおおば比呂司。東京都出身。

## 略歴
1959年、北海道札幌市出身の漫画家、おおば比呂司の長男として、東京都に生まれる。1982年に日本大学芸術学部美術学科を卒業。同じ年、父と共にオランダのユトレヒトへ渡り、その後4年間を現地で過ごした。
帰国後は1988年に、東京都にある銀座和光ホールにおいて美術展、「親子二人展」を開催する。これより、画家として活動することとなった。水・空・木・草花など、自然をテーマに描いた色彩あふれる作風が特徴。デビュー以降は個展の開催やライターとしても活動する。日本旅行作家協会の会員でもあり、雑誌に自身の旅行体験談を中心としたコラムを執筆するなどしている。

## 主な著作
- 『おおば比呂司のおらんだ繪本』　1993年　大場伸之発行